# Consejo de guerra

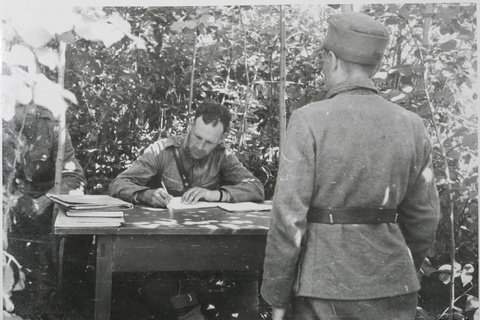
Consejo de guerra de la 15.ª Brigada finlandesa, julio de 1944.

Consejo de guerra es un procedimiento judicial militar de carácter sumario o sumarísimo, en el cual se dilucida de forma rápida la comisión de un delito tipificado en el Código de Justicia Militar que, por la situación de guerra u otra análoga (estado de excepción, estado de sitio o estado de alarma), no permite esperar a la justicia militar ordinaria.
Está presidido por un general y lo forman en total tres o cinco militares de alta graduación, con la asistencia ocasional de un jurista. En situaciones de guerra se constatan los hechos de los que se acusa, se permite una defensa sucinta del acusado y la pena se impone y se ejecuta de manera inmediata. Carece, de forma general, de las garantías constitucionales propias del Estado de derecho.

## En distintos países

### España
En íntima conexión con el Consejo de Estado de España se encontraba el Consejo de Guerra, haciendo coincidir sus miembros hasta el año 1586, cuando Felipe II de España nombra seis consejeros «de capa y espada» que acompañarían a los consejeros de Estado a las reuniones del Consejo de Guerra.
Entrados los años, el Consejo de Guerra comenzaría a adquirir forma de un órgano principalmente judicial para los asuntos militares y la resolución de conflictos en el año 1593, cuando los nuevos consejeros de Estado fueron totalmente excluidos de este.

### En América
En España, el antiguo «Consejo de Guerra», que posteriormente se denominaría «Consejo asesor del Consejo Real de Castilla», y, tras el descubrimiento de América se constituiría en el llamado «Supremo Consejo de Guerra» con facultades militares y judiciales.
Durante el siglo XVI, correspondió al Consejo de las Indias atender casos de fuero militar que se presentaban en América y con cuestiones técnicamente militares. Dichas consultas tuvieron carácter permanente a partir del año 1600, creándose la «Junta de Guerra de Indias». Es así que el rey Felipe III de España resolvió:

«quandose ofreciere aver de tratar negocios y materias de guerra, mando que asistan a ellas, con los de Indias, dos consejeros de Guerra, los que yo señalaré. Y que esto se haga por las tardes, en días extraordinarios, los que señalaré al Presidente, de manera que no se encuentren destinados a otros negocios»
Real cédula, Valladolid. 25 de agosto de 1600.

La Junta de Guerra de Indias sería el máximo órgano de justicia militar de América, pero cuando los Borbones en el siglo XVIII unificaron las instituciones de Indias con las españolas, desaparecería la Junta para dar paso al «Supremo Consejo de Guerra» atendiendo casos de ambos continentes.